# Cantone di Lure-Nord
Il Cantone di Lure-Nord era una divisione amministrativa dell'arrondissement di Lure.
A seguito della riforma approvata con decreto del 17 febbraio 2014, che ha avuto attuazione dopo le elezioni dipartimentali del 2015, è stato soppresso.

## Composizione
Comprendeva parte della città di Lure e di Adelans-et-le-Val-de-Bithaine e i comuni di:
- Amblans-et-Velotte
- Bouhans-lès-Lure
- La Côte
- Franchevelle
- Froideterre
- Genevreuille
- Malbouhans
- La Neuvelle-lès-Lure
- Pomoy
- Quers
- Saint-Germain